# Морбиан
 Тази статия е за залива.  За френския департамент вижте Морбиан (департамент).  
Морбиан (на френски: Morbihan, на бретонски Ar Mor Bihan „малкия морето“) е залив на Атлантическия океан, разположен в югоизточната част на полуостров Бретан, Франция. Общата му площ е 115 km², като на територията му има и множество острови. Максималната дълбочина е 23 m, но множеството плитчини ограничават корабоплаването.